# Вы умрёте, или мы вернём вам деньги
«Вы умрёте, или мы вернём вам деньги» (англ. Dead in a Week: Or Your Money Back) — британский комедийный боевик режиссёра Тома Эдмундса. В главных ролях Анайрин Барнард и Том Уилкинсон. Премьера состоялось 27 июня 2018 года на Эдинбургском международном кинофестивале в Великобритании. В России фильм вышел 29 ноября 2018  года.

## Сюжет
Уильям — молодой писатель, в жизни которого всё сложилось совсем не так, как он мечтал. Он то и дело попадает во всякого рода неудачи. Потеряв смысл жизни он мечтает прекратить свои мучения. Пытаясь совершить очередное самоубийство, он знакомится с представителем гильдии убийц, который предлагает свои услуги.

## В ролях
- Анейрин Барнард — Уильям Моррисон
  - Гарри Коллетт — Уильям в 10 лет
- Том Уилкинсон — Лесли О’Нил
- Фрейя Мавор — Элли
- Мэрион Бэйли — Пенни О’Нил
- Кристофер Экклстон — Харви
- Гетин Энтони — Чарли
- Найджел Линдсэй — Брайн
- Велибор Топич — Иван
- Марсия Уоррен — Маргарет
- Натали Баскомб — Энни
- Эмма Кэмпбелл-Джонс — мама Уильяма
- Орион Ли — Лоуренс
- Айлин Николас — Триш

## Съёмки
Картина снималась в районе южного Лондона Бэлхэм.

## Рецензии
- Awais Irfan. EIFF 2018: ‘Dead In A Week (Or Your Money Back)’ Review: Dir. Tom Edmunds (2018) Thehollywoodnews.com (2 Jul 2018)
- Andrew Robertson. Dead In A Week (Or Your Money Back) Eyeforfilm.co.uk(29 Jun 2018)
- Simon Read. EIFF 2018: DEAD IN A WEEK (OR YOUR MONEY BACK) Review Quietearth.us (7 Apr 2018)
- Sally Roberts. Dead in a Week: Or Your Money Back Theweereview.com (25 Jun 2018)